# Réalités (revue française)
Pour les articles homonymes, voir Réalités.
Réalités est une revue mensuelle française de l'après Seconde Guerre mondiale fondée en 1946 et disparue en 1978. De tendance libérale, elle préfigure des titres plus contemporains comme le Figaro Magazine : chroniques économiques et politiques voisinent avec des reportages touristiques et culturels.
C'est le titre phare d'un groupe de presse, la SEPE, fédérant Réalités, Connaissance des Arts, Entreprise, etc.

## Histoire

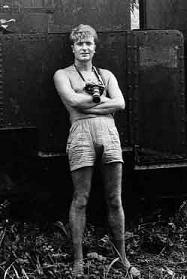
Un des photographes de l’équipe, Jean-Louis Swiners.

La revue est fondée par Humbert Frèrejean et Didier-W Rémon, avec pour rédacteur en chef Alfred Max, premier directeur artistique Albert Gilou (en), puis Jacques Dumons suivi de Pierre Boutillier et Danielle Hunebelle en tant que grand reporter. Réalités sort en février 1946 éditée par la Société d'études et de publications économiques (SEPE).
Avec plus d'un million de lecteurs, Réalités est la revue illustrée la plus influente et lue des années 1950 à la fin des années 1970. Elle représente l'observatoire du monde des Trente Glorieuses, de la Guerre Froide, des Indépendances, des grandes réserves africaines et du tourisme de masse, du quotidien des paysans de la Chine de Mao comme de l'essor de l'industrie automobile, ou de la découverte des fonds pélagiques par le Commandant Cousteau.
Publiée en grand format (31,5 x 24,3 cm) à « dos carré » avec une impression en quadrichromie et d'un prix élevé (590 FRF (14,32 EUR2023) en 1956, soit l'équivalent de deux dollars), elle accorde une large place à la photographie et une grande importance au choix des couvertures à un rythme mensuel.
En 1950, elle lance une édition en anglais.
En novembre 1956, après 130 numéros, le titre fusionne avec Femina-Illustration fondé par Hélène Gordon-Lazareff. Ses bureaux dont alors installés dans l'immeuble de L'Illustration, au 13 rue Saint-Georges (Paris). Jusqu'en mai 1964, la revue s'intitule Réalités Femina-Illustration, ayant absorbé au passage l'ancien Monde illustré.
En juin 1964, Réalités reprend son titre originel et passe sous la direction de Robert Salmon.
Après le numéro 390, le titre fusionne en décembre 1978 avec Le Spectacle du monde.
En 1973, Réalités est critiquée par l'essayiste de gauche Guy Debord aux travers du film La Société du spectacle.
En début d'année 2008, une rétrospective de la revue est réalisée par la Maison européenne de la photographie (MEP) à Paris. L'historienne Anne de Mondenard et le journaliste Michel Guerrin rédigent un ouvrage sur le sujet,.

## Équipes d'édition

### Rédacteurs de la revue
Les participations rédactionnelles sont effectuées par :
- Camille Aubert ;
- Gilles Anouil (1933-) ;
- Daniel Barbey ;
- Hervé Bazin (1911-1996) ;
- Michel Beurdeley (1911-2012) ;
- Henri Boucher ;
- Henri Brandt ;
- Jenny Buttner ;
- Jean Clay ;
- Michel del Castillo (1933-) ;
- Michel Drancourt (1928-2014) ;
- Maurice Druon (1918-2009) ;
- Daphné du Maurier (1907-1989) ;
- Claudine Escoffier-Lambiotte (1923-1996) ;
- André Fontaine (1921-2013) ;
- Cecil Scott Forester (1899-1966) ;
- Pierre Gosset (1911-1982) ;
- Renée Gosset (1918-1998) ;
- Robert Guillain (1908-1998) ;
- John Gunther (en) (1901-1970) ;
- Paul Guth (1910-1997) ;
- Thor Heyerdahl (1914-2002) ;
- Danielle Hunebelle (1922-2013) ;
- Julian Huxley (1887-1975) ;
- Jean Laporte ;
- Claude Lévi-Strauss (1908-2009) ;
- Pierre Marchant ;
- John P. Marquand (1893-1960) ;
- François Mauriac (1885-1970) ;
- André Maurois (1885-1967) ;
- Alfred Max (1914-1990) ;
- Tibor Mende (1915-1984) ;
- Marcel Mithois (1922-2012) ;
- Henry de Montherlant (1895-1972) ;
- Henri Perruchot (1917-1967) ;
- Jacqueline Piatier (1921-2001) ;
- Tanneguy de Quénétain (1925-2010) ;
- Muriel Reed ;
- Henri Robinson ;
- Jules Romains (1885-1972) ;
- William Eugene Smith (1918-1978) ;
- Philippe Sollers (1936-) ;
- Boudou Svanidzé ;
- Michel Tatu (1933-2012) ;
- Maurice Toesca (1904-1998) ;
- Pierre Viansson-Ponté (1920-1979) ;
- Paul-Émile Victor (1907-1995).

### Photographes attitrés
Parmi les photographes titulaires, sont présents :
- Manuel Álvarez Bravo (1902-2002) ;
- Richard Avedon (1923-2004) ;
- Cecil Beaton (1904-1980) ;
- Erwin Blumenfeld (1897-1969) ;
- Édouard Boubat (1923-1999) ;
- Noël Boyer (1883-1967) ;
- Robert Capa (1913-1954) ;
- Henri Cartier-Bresson (1908-2004) ;
- John Casten ;
- Jean-Philippe Charbonnier (1921-2004) ;
- Michel Clément (1924-) ;
- André Contamines ;
- Jerry Cooke (en) (1921-2005) ;
- Michel Desjardins (1933-) ;
- Hervé Derrien ;
- Robert Doisneau (1912-1994) ;
- Gilles Ehrmann (1928-2005) ;
- Sante Forlano ;
- Ernst Haas (1921-1986) ;
- Frank Horvat (1928-2020) ;
- Luc Ionesco ;
- Richard Kalvar (1944-) ;
- William Klein (1928-) ;
- François Kollar (1904-1979) ;
- Guy Le Querrec (1941-) ;
- Frédéric Lewis ;
- Harry Meerson (1910-1991) ;
- Gjon Mili (1904-1984) ;
- Pierre-Louis Millet (1927-) ;
- Carl Perutz (en) (1921-1981) ;
- Bernard Plossu (1945-) ;
- Paul Popper (de) (1933-1969) ;
- Arthur Reef ;
- Betty Reef ;
- Roger Schall (1904-1995) ;
- André Steiner (1901-1978) ;
- Dennis Stock (1928-2010) ;
- Jean-Pierre Sudre (1921-1997) ;
- Jean-Louis Swiners (1935-2019) ;
- Agnès Varda (1928-2019)[réf. nécessaire] ;
- Sabine Weiss (1924-2021) ;
- Edward Weston (1886-1958).

## Parmi les nombreux thèmes abordés

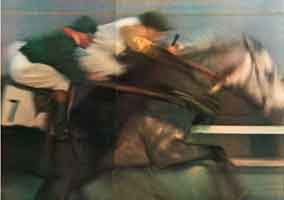
Une double-page de Jean-Louis Swiners illustrant l’article Le cheval de course (02-1959, p. 44-45).

- Février 1959 - Un signe extérieur de richesse beaucoup plus répandu qu'autrefois : le cheval de course.
- no 190, novembre 1961, Couverture et pp. 108-115. Une vie de chien. La naissance, les plaisirs, les amours, la mort.
- Novembre 1962, p. 58 sq. - Le grand désarroi du peuple cubain tel qu'un « fidéliste » des premières heures vient de le confier à notre envoyé spécial Michel del Castillo.
- no 216, janvier 1964, Un jeu qui débouche sur l'art ? Les inventions de Yaacov Agam, maître du tableau qui bouge.
- Avril 1964, p. 70-75, Muriel fait de la sémantique générale. La gymnastique intellectuelle à la mode.
- no 222, juillet 1964 , p. 70-75, George Jouve, Paris qui grogne.
- no 226, novembre 1964, p. 34-39, Muriel inaugure le tourisme dans le réduit albanais.
- no 231, avril 1965 - À l'ombre de Stravinsky, Boulez bouleverse la musique.
- no 233, juin 1965 - Déifier l'or - ou briser la vieille idole ?.
- no 242, mars 1966 - URSS : l'agriculture, point faible du régime.
- no 257, juin 1967 - Horizon 70 : la grande percée des autoroutes européennes.
- no 258, juillet 1967 - Les inventions de Paco Rabanne, architecte des nouveaux matériaux de la couture
- no 356, septembre 1975 - Le clou de la réussite : travailler de ses mains.
- La romancière Hélène Honnorat y écrit des nouvelles sous le pseudonyme de Mika.

## Les Études économiques
Les « Études économiques » (ou « BPS ») était un département très important qui chapeautait l'ensemble des activités « publi-promotionnelles », commercialisant des abonnements spéciaux comportant des publireportages de quatre pages consacrés aux entreprises qui souscrivaient des abonnements pour une quantité donnée (mille ou plus) de leurs bons clients ou prospects.
Les articles étaient réalisés par les rédacteurs et les photographes de l'édition normale qui jouissaient d'une très grande liberté. Par exemple, l'entreprise de travaux publics Jean Lefebvre avait approuvé un reportage sur Paris vu au ras du sol par « les yeux d'un chien ».
La direction artistique en était assurée par Pierre Boutillier.

## Édition en anglais
En c. 1949-1950,[réf. nécessaire] lancement d'une édition adaptée aux États-Unis, Réalités in America,[réf. nécessaire] avec des bureaux installés au 301 Madison Avenue, New York. Directeur du bureau : Axel Tourmente. Rédacteur en chef : Gareth Windsor, basé à Londres. Il y avait aussi une édition anglaise (UK) dès c. 1956. L'édition États-Unis a cessé la publication en 1974, a été relancée en janvier 1979 comme Réalités, mais a cessé la publication à nouveau en 1981).

## Parutions de la revue

### Africa
En janvier 1960, un projet de version adaptée à l'Afrique avec, par exemple un reportage de Gérard de Villiers illustré par Jean-Louis Swiners sur Mamady, routier d'Afrique. L'épopée d'un camionneur.
Fabrication d'un numéro zéro, mais le projet sera abandonné faute d'un marché publicitaire suffisant.

### Connaissance des Arts
Fondé en 1952 par Hubert Frèrejean et Didier Rémond.

### Entreprise
Bimensuel économique lancé en 1953 et vite devenu hebdomadaire dont Jean-Paul Pigasse en est le rédacteur en chef de 1966 à 1975. Il disparaît en 1975 pour devenir Le Nouvel Économiste.

### Top
En 1958, Réalités rachète le journal jeunesse Benjamin et le rebaptise Top (sous-titré Réalités jeunesse). Cet hebdomadaire de petit format a donné son nom à l'agence de presse qui a un temps géré les archives photographiques du groupe.